# Dobrzelin
Dobrzelin (prononciation [dɔˈbʐɛlin]) est un village de la gmina de Żychlin, du powiat de Kutno, dans la voïvodie de Łódź, situé dans le centre de la Pologne.
Il se situe à environ 2 kilomètres au sud de Żychlin (siège de la gmina), 18 kilomètres à l'est de Kutno (siège du powiat) et 51 kilomètres au nord de Łódź (capitale de la voïvodie).
Sa population s'élevait approximativement à 1 400 habitants en 2006.

## Administration
De 1975 à 1998, le village était attaché administrativement à l'ancienne voïvodie de Płock.

Depuis 1999, il fait partie de la nouvelle voïvodie de Łódź.